# Боровицкий сельсовет
Борови́цкий сельсовет — административная единица на территории Кировского района Могилёвской области Белоруссии. Административный центр — агрогородок Боровица.

## История
17 января 2010 года в состав Боровицкого сельсовета включены населённые пункты упразднённого Грибовецкого сельсовета — Збышин, Шалаёвка, Борки, Грибовец, Лесничество, Грибова Слобода, Пильники, Старый Юзин.

## Инфраструктура
На территории сельсовета расположено: ОСП СПК «Бересневский» ОАО «Бобруйскагромаш» и СПК "Колхоз «Свердлово»; 3 фермерских хозяйства, Городецкое лесничество, фирма «НОВАФОРЕСТ», Грибовецкое лесничество.

## Состав
Включает 26 населённых пунктов:
- Ала — деревня.
- Бересневка — деревня.
- Борки — деревня.
- Боровица — агрогородок
- Виленка — деревня.
- Вилы — деревня.
- Выжары — деревня.
- Городец — деревня.
- Грибова Слобода — деревня.
- Грибовец — деревня.
- Грибовецкое Лесничество — посёлок.
- Збышин — деревня.
- Зеленица — деревня.
- Коршуки — деревня.
- Колос — деревня.
- Мазуровка — деревня.
- Неговля — деревня.
- Новый Городок — деревня.
- Охотичи — деревня.
- Пильники — деревня.
- Роговка — деревня.
- Рудня — деревня.
- Скачёк — посёлок.
- Старый Юзин — деревня.
- Стража — деревня.
- Шалаёвка — деревня.

Упразднённые населённые пункты на территории сельсовета:
- Богдановка — деревня.

## Культура
- Борковский сельский клуб-музей в деревне Борки

## Достопримечательность
- Мемориальный комплекс «Памяти сожжённых деревень Могилёвской области» в деревне Борки